# Botero – Geboren in Medellín
Botero – Geboren in Medellín ist ein deutscher Dokumentarfilm von Peter Schamoni aus dem Jahr 2008.

## Handlung
Fernando Botero, ein kolumbianischer Künstler, besichtigt verschiedene Orte, an denen seine Skulpturen anlässlich von Ausstellungen aufgestellt werden, darunter Paris (1992), New York City (1993) und Chicago (1994). Egal, wo seine Skulpturen öffentlich ausgestellt sind – sei es Berlin, Mailand oder Tokio – stets darf er den Standort bestimmen und immer kümmert er sich um die Aufstellung.
Botero spricht über seine Kunstwerke. Beim Zeichnen einer Mandoline verkleinerte er einst das Loch des Instrumentenkörpers auf minimale Größe. Dies ließ das Instrument monumentaler wirken und brachte ihn zu seinem Malstil. Wichtig ist ihm das Volumen des Dargestellten, das er spüren will. Seine dargestellten Menschen und Tiere, aber auch einfache Objekte sind stets rundlich. Zudem zeigt er keinen Respekt vor Proportionen und betont Aspekte durch Größe oder Winzigkeit.
Fernando Botero wurde in Medellín geboren. Sein Vater arbeitete als berittener Handlungsreisender und starb als Botero vier Jahre alt war. Er hat seinen Vater dennoch mehrfach gezeichnet. Im Alter von 18 Jahren entdeckte Botero das Werk des Malers Paul Gauguin für sich und zog für mehrere Monate an die karibische Küste, wo er im Gauguin-Stil zeichnete. Mit dem Preisgeld aus einem gewonnenen Wettbewerb ging er nach Madrid. Unter anderem kopierte er hier Klassiker der Malerei auf seine Art, darunter die Mona Lisa und Werke von Diego Rodríguez de Silva y Velázquez, vor allem Las Meninas. Er zog nach New York City, wo er neun Jahre lang lebte, jedoch aufgrund der dominierenden abstrakten Kunst keinerlei Erfolg hatte. Erst in Deutschland gelang ihm der Durchbruch. Seine erste Ausstellung fand in München statt.
Botero ist es wichtig, dass er trotz seiner gegenständlichen Darstellungsweise keine realistische Kunst schafft. Die Realität gibt es, weswegen sie nicht abgebildet werden muss. Für ihn ist es zentral, eine eigene, künstlerische Parallelwelt zu erschaffen. In seinem Werk kommen häufig religiöse Würdenträger und Stierkämpfer vor. Beide Gruppen sind die einzigen für ihn, die sich in der Gegenwart noch fantasievoll kleiden. Plätze der Irrationalität findet Botero wiederum in Bordellszenen. Bei aller Darstellung bestimmt für ihn jedoch die Farbe die Komposition des Bildes. Nicht alle Werke verkauft er. Darstellungen des Guerillakriegs, von Entführungen und Massakern in Kolumbien schenkte er dem Museo Nacional de Colombia, da er aus dem Leid der Menschen kein Geld machen wollte. Die Folterungen im Abu-Ghuraib-Gefängnis, die er in mehreren Dutzend Bildern verarbeitete, wollte er ebenfalls stiften.
Vor allem in seinem Geburtsort Medellín wird Botero wie ein Nationalheiliger verehrt. Um 25 von ihm gestiftete Skulpturen in der Stadt aufstellen zu können, wurde ein ganzer Häuserblock abgerissen. Im Rathaus wurden zahlreiche Skulpturen ausgestellt, das Museo de Antioquia zeigt Boteros Werke und das Café Botero ist mit seinen Bildern geschmückt. Selbst ein Flugzeug zeugt mit der Aufschrift „Medellín – Ciudad de Botero“ von der Verehrung des Künstlers. Der stiftete seine Gemäldesammlung internationaler Künstler der Stadt Bogotá, die daraufhin das Museo Botero gründete.
Botero musste auch Schattenseiten in seinem Leben verkraften. Nach einem fehlgeschlagenen Entführungsversuch gab er sein Haus unweit von Bogotá auf, in dem er lange Zeit gearbeitet hatte. Sein Sohn starb im Kindesalter bei einem Verkehrsunfall und wurde seither mehrfach von Botero gezeichnet. Er sieht sein Leben zweigeteilt in eines vor dem Tod des Sohnes und eines danach. Aktuell arbeitet er an einer Bilderreihe zum Zirkus, wobei es ihm wie immer wichtig ist, seinen eigenen Zirkus zu schaffen.

## Produktion
Botero – Geboren in Medellín entstand anlässlich des 75. Geburtstages von Fernando Botero. Regisseur Peter Schamoni und Botero kannten sich bereits seit 1966 und waren befreundet. Ursprünglich wollte Schamoni bereits in den 1970er Jahren einen Film über Botero drehen. Der Tod von Boteros Sohn Pedro führte jedoch zu einer Schaffenspause von Botero, sodass sich die Filmpläne zerschlugen. Ausschlag dafür, das Filmprojekt erneut anzugehen, wurde der Abu-Ghuraib-Bilderzyklus, der international Beachtung fand. Die Dreharbeiten zu Botero – Geboren in Medellín begannen 2006. Es war der letzte Film von Regisseur Peter Schamoni, der 2011 verstarb.
Der Film erlebte am 28. Juni 2008 auf dem Filmfest München seine Premiere; es war der Abschlussfilm des Festivals. Am 30. Oktober 2008 kam er in die Kinos und erschien 2009 auf DVD.
Sprecher im Film ist Mario Adorf.

## Kritik
Für den film-dienst war Botero – Geboren in Medellín ein „sinnlicher Film, der durch seine hermetische Machart freilich eines aufgeschlossenen Publikums bedarf.“ Die Süddeutsche Zeitung nannte den Film ein „schwelgerisch farbenfrohe[s] wie aufschlussreiche[s] Werk…“. Der Tagesspiegel befand, dass „Peter Schamonis Filmporträt den 76-jährigen Künstler auf äußerst dynamische Weise [erschließt].“
Cinema schrieb, dass Boteros Leben und Werk im Film „in ermüdender Ausführlichkeit“ vorgestellt werden. Die Welt kritisierte: „[A]nstatt dem Maler und Bildhauer nahe zu kommen, werden Boteros Lebensstationen wie in einem Durchlauferhitzer hinweggespült, einige Szenen erscheinen wie aus dem Werbefilm. Vielleicht liegt das daran, dass Schamoni Botero seit vierzig Jahren kennt. Und aus der Angst vor zu viel Nähe kam die Distanz.“

## Auszeichnungen
Die Filmbewertungsstelle vergab für Botero – Geboren in Medellín das Prädikat „Besonders wertvoll“. Die Jury begründete ihr Urteil: „Peter Schamoni weiß, wie man aus der Kunst von anderen Filmkunst macht. In Botero beweist er dies wieder, indem er eine feine Balance zwischen Werkschau, Künstlerbiografie und einem Selbstporträt des Malers hält […] Ein rundherum gelungener Film“.